# Шарль Паю де Мортанж
Шарль Паю де Мортанж (нід. Charles Pahud de Mortanges, 13 травня 1896 — 8 квітня 1971) — нідерландський вершник.
Олімпійський чемпіон 1924 (командне триборство), 1928 (командне триборство), 1928 (індивідуальне триборство), 1932 (індивідуальне триборство) років, срібний призер 1932 року в командному триборстві.